# HD 186021
HD 186021，又名BD+22 3767，SAO 87569、HR 7490，是一颗恒星，视星等为6.36，位于銀經58.45，銀緯-0.18，其B1900.0坐标为赤經19h 36m 57.1s，赤緯+22° -0.18′ 10″。